# Katolištvo
Katólištvo je ena od treh vej krščanske vere. 
Pojem katolištvo v širšem smislu obsega Rimskokatoliško Cerkev in katoliške Cerkve vzhodnega obreda. Katolištvo v ožjem smislu pomeni samo Rimskokatoliško Cerkev.
Rimskokatoliško Cerkev vodi rimski papež in je najstarejša in ena izmed najbolj organiziranih verskih skupnosti. 
Beseda katoliški izvira iz grškega pridevnika starogrško καθολικός [katholikos] in pomeni svetoven oziroma vesoljen. Rimskokatoliška cerkev je v zadnjih dveh tisočletjih tudi res postala svetovna cerkev.
Pojem katolicizem ni samo religiozen, ampak ima tudi izrazito političen prizvok in je povezan s političnim udejstvovanjem rimskokatoliške Cerkve.
Opomba: Med katoliške Cerkve v ožjem smislu priznavanja primata rimskega škofa ne spada Starokatoliška Cerkev, mišljena je predvsem Utrechtska unija, ker kljub imenu katoliška ne priznava vrhovne oblasti papeža. Starokatoliško Cerkev Utrechtske Unije se po navadi uvršča med protestantske Cerkve. Vse 
staro-katoliške-narodne cerkve pa v zadnjem času vse pogosteje uporabljajo naziv Staro(rimsko)katoliška Cerkev, ki je pravtako prisotna na vseh celinah.

## Katoliško verovanje
Rimskokatoliška Cerkev priznava vsa verovanja, ki so skupna krščanskim Cerkvam že iz prvih stoletij (glej članek: Krščanstvo - Krščansko verovanje). Poleg tega pa obstajajo tudi posebna verovanja, ki so značilna za Rimskokatoliško Cerkev:
- Priznavanje apostolskega nasledstva. Rimskokatoliška Cerkev poudarja, da je Božja milost, ki je prešla z Jezusa na apostole, potem prešla s polaganjem rok pri duhovniškem posvečenju v nepretrgani verigi na današnje rimskokatoliške duhovnike in škofe. Rimski papež je tako neposredni naslednik svetega Petra, ki mu je Jezus rekel:  »Ti si Peter (Skala) in na tej skali bom sezidal svojo Cerkev.« (Mt 16,18).
- Verovanje, da je papež najvišja avtoriteta med vsemi kristjani in da je pri odločanju o verskih zadevah pod točno določenimi pogoji nezmotljiv.
- Verovanje, da je zakramentov sedem, da so nujno potebni za prehajanje Božje milosti med vernike in da lahko večino zakramentov podeljujejo samo duhovniki. Ti zakramenti so:
  - krst
  - spoved
  - evharistija
  - birma
  - zakon (poroka)
  - duhovniško posvečenje
  - bolniško maziljenje
- Verovanje, da Sveti Duh ne izhaja samo iz Boga Očeta, pač pa tudi iz Sina (glej tudi: nicejsko-carigrajska veroizpoved - dodatek Filioque).
- Verovanje, da je v evharistiji zares s telesom in krvjo prisoten Jezus Kristus. To sicer ni prisotnost v materialnem, pač pa v duhovnem smislu, a gre za resnično prisotnost. Na tem verovanju temelji tudi čaščenje Najsvetejšega - posvečene hostije, ki pomeni pravo Jezusovo navzočnost.
- Verovanje, da je prav častiti svetnike in svete podobe, če gre pri tem za molitev k edinemu Bogu preko (s pomočjo) svetnikov in podob. Verovanje, da so svetniki (ali relikvije ali svete podobe) Bogu enakovredni, je za Rimskokatoliško Cerkev krivoverstvo (idolatrija).
- Verovanje, da je prav častiti Jezusovo mater Marijo in jo klicati na pomoč za posredovanje pri Bogu (»Marija, prosi za nas Boga«). Tudi pri tem velja, da Marija nikakor ni enakovredna Bogu, saj je samo človek in nima nobenih božanskih lastnosti. Vseeno pa nekateri rimskokatoliški verniki pretiravajo s poveličevanjem Marije in tako postavljajo pod vprašaj Božjo zapoved »Ne imej drugih Bogov.« (To je tudi eden od očitkov drugih kristjanov rimokatoličanom: »Obnašate se, kot da je Marija pomembnejša od Boga.«)
- Verovanje, da je bila samo Marija spočeta brez izvirnega greha (Marijino brezmadežno spočetje), vsi ostali ljudje pa ob spočetju prejmejo madež izvirnega greha, ki ga izbriše šele zakrament krsta.
- Verovanje, da obstajajo različna stanja, ki jih lahko doseže neumrljiva duša  po telesni smrt človeka: poleg nebes in pekla (ki ju priznava tudi večina drugih kristjanov) rimokatoličani priznavajo še vice. Po rimokatoliškem verovanju pridejo v nebesa samo tisti, ki so živeli res maksimalno v skladu z Božjo voljo. Navadni ljudje morajo najprej v vice, kjer se očistijo, da bodo lahko pozneje prišli v nebesa. Res hudi grešniki pridejo v pekel. Duše v nebesih uživajo in so blizu Boga; v vicah trpijo, a so blizu Boga; v peklu trpijo in so daleč od Boga (glej tudi: predpekel).

Ta verovanja veljajo tudi v katoliških Cerkvah vzhodnega obreda, ki so v polnem občestvu z Rimskokatoliško Cerkvijo.